# Чистилове
Чистилове — колишній населений пункт в Кіровоградській області у складі Голованівського району.

## Стислі відомості
В 1930-х роках — у складі Голованівського району Одеської області.
В часі Голодомору 1932—1933 років від нелюдської смерті померло не менше 3 людей.
Дата зникнення станом на березень 2023 року невідома.